# FCS-1
72式火控系统1型（FCS-1）是日本研发的一种火炮火控系统（GFCS），它们全部安装在海上自卫队巡逻舰（防御舰、运输舰、扫雷舰）上。

## 历史
在海上自卫队，主要由Mk.63作为火炮火控系统（GFCS）安装在第一次防卫计划大纲之前购置的舰艇上。然而，与世界标准相比，这些设备性能较差，因此1955财政年度列入了购置高性能火炮火控系统的预算。当时还考虑了非美国产的火控装备，瑞士的欧瑞康公司和荷兰的泰雷兹集团成为候选者。其中欧瑞康制造的Yaberg因其卓越的性能和未来的发展空间而被选中，并于1958年3月进口安装了一套，作为春风级护卫舰上的Mk.51的替代品。它是作为陆基高射炮火控系统而开发的，在许多方面都有别于传统的舰载火炮火控系统。特别是作为发射基础的坐标系有本质区别，Yaberg以正北和静止静态水平面为基础，而传统系统则以舰首方位角和甲板面为基础。虽然硬件的性能和可靠性问题使得射击精度、维护和保养极为困难，但该飞机为海上自卫队GFCS的发展做出了重大贡献，并成为日本国产火控系统的基础。

## 设计

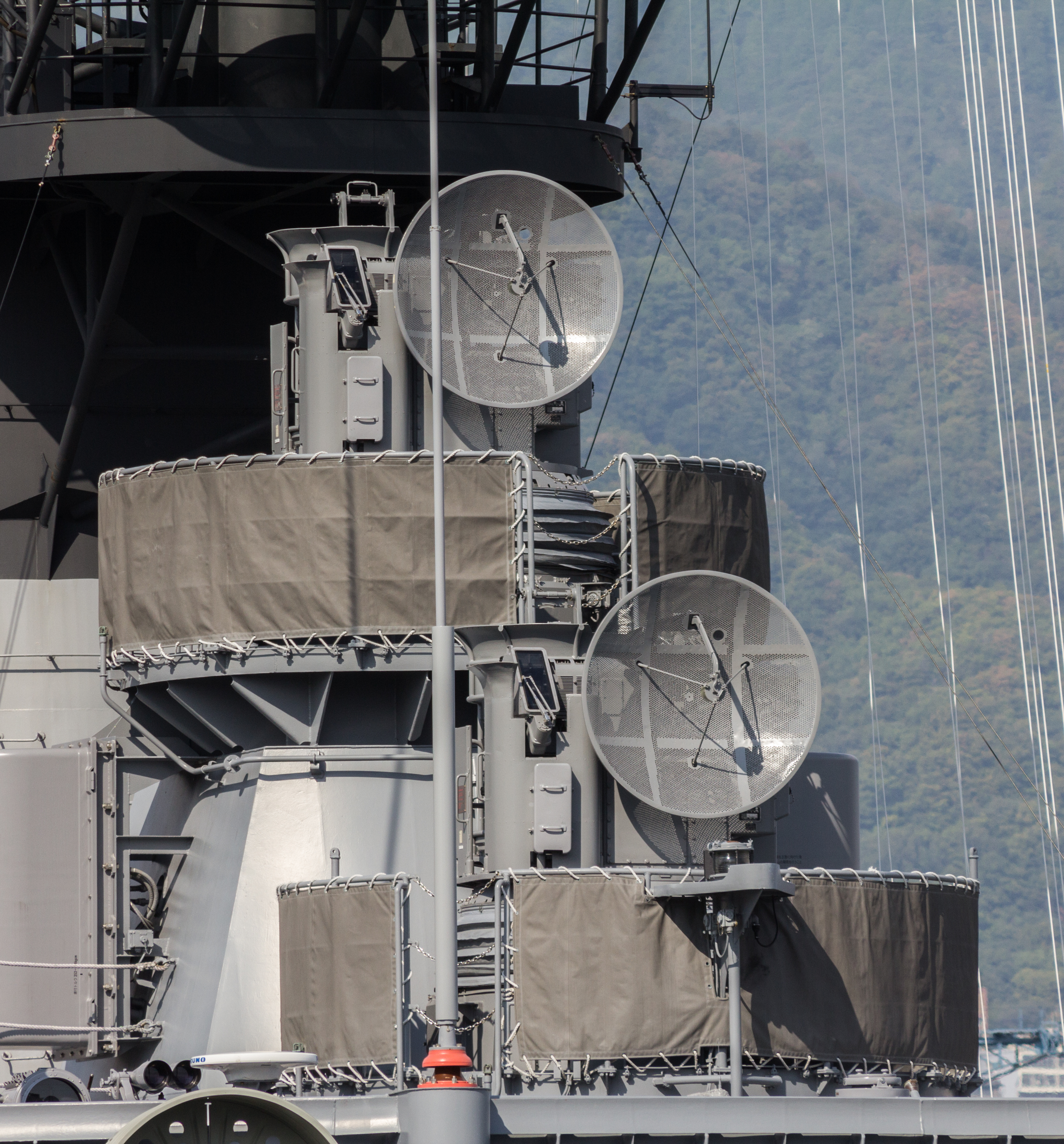
与5英寸舰炮一样，鞍马号的背面也安装了两部FCS-1型雷达。

基于这一经验，1958年开始作为技术研究本部的一项内部研究，开始了舰载GFCS的研究。1959年，三菱电机在该部门委托下开始着手进行研究，技术性能指标要求如下：
1. 捕捉和跟踪高速目标（目标速度为900海里（1,700公里/小时）
2. 采用自动跟踪机制
3. 雷达和光学瞄准相结合
4. 全电子系统
5. 体积更小、重量更轻、机动性更好，适合舰载使用
6. 确保精度与Yaberg相当

根据这一性能指标，三菱电机从1960-1964年的四年期间进行了雷达原型机试制生产。关于静态水平面的创建，最初考虑采用电子系统，但由于技术上的不确定性，最终采用了与Jaberg类似的双轴机械系统。至于方位角板，使用的是圆形抛物面天线的无人雷达方位角板和一个装有电视摄像机的有人光学方位角板（一名操作员）彼此独立地布置。原型机于1965年安装在一代春雨级护卫舰上，经过1965年10月20日至1966年9月28日的三轮测试，于同年年底获得“基本可以投入实际使用”的认证，并被标准化为68式射击指挥系统（通常称为FCS-0）。
后来应军方要求，又开发了“改进型GFCS”，将方向板改为雷达/光学两用型，由两名操作员操作，类似于Mk.56火炮火控系统，并引进了美国制造的Mk.19陀螺仪，以及其他改进措施。“改进的GFCS”具有以下改进：它由23个机械零件（计算电容器）组成，设计用于在雷达方位板发射时旋转抛物面天线的中心轴，以自动测量目标的方位角和仰角，并同时测量射程。1972年秋，试验进入最后阶段，自卫队司令北村海军上将乘坐的第5艘村云号护卫舰用一枚训练导弹直接击落了一架无人靶机“火蜂”，展示了其性能。同年，该机正式定型为72式火控系统1型（FCS-1）。
FCS-1有两种型号：FCS-1A用于Mk 42艦砲，FCS-1B用于50口径76毫米速射炮，FCS-1A的性能几乎等同于美国制造的Mk.57，而FCS-1B则等同于Mk.63。随后，又生产制造了34台FCS-1，作为鞍马号护卫舰的主舰炮火控系统。

## 搭載艦艇
72式火控系统1型A（FCS-1A）
- 高月型護衛艦「高月号」（DD-164）
- 榛名级护卫舰（43/45DDH）
- 白根級護衛艦（50/51DDH）
- 太刀风级护卫舰「太刀风」、「朝风」（DDG168，DDG-169）

72式火控系统1型B（FCS-1B）
- 峯云级护卫舰「夏云」「村云」（41,42DDK）
- 青云级驱逐舰（44,46,49DDK）
- 筑后级护卫舰（42-48DE）
- 三浦级坦克登陆舰（47LST）
- 宗谷号布雷舰（44MMC）